# فرایسباخ
فرایسباخ (به آلمانی: Freisbach) یک شهر در آلمان است که در Germersheim واقع شده‌است. فرایسباخ ۱٬۰۳۹ نفر جمعیت دارد.